# 木衛五十三
木衛五十三（Dia）即S/2000 J 11，是环绕木星运行的一颗卫星。它在2000年被由斯科特·谢泼德領導的夏威夷大學一個天文小組發現。

## 概述
木衛五十三的直徑約4公里，公轉軌道的平均半徑為12.555 Gm，公轉周期287日，軌道傾角28°，軌道離心率為0.248。